# Autumnal
Autumnal es el séptimo álbum de estudio de la banda española de power metal Dark Moor; la grabación del álbum fue anunciada el 4 de mayo de 2008, con constantes actualizaciones en el sitio web oficial desde aquello.
El título del álbum fue revelado en el sitio web oficial el 16 de noviembre de 2008, así como la portada y la lista de canciones. El 16 de diciembre de 2008 fue expuesto en MySpace el primer sencillo del álbum, "On the Hill of Dreams". A finales de 2008, el día 29 de diciembre, fue revelado que Dani Fernández había abandonado Dark Moor; al día siguiente se anunció que el nuevo bajista del grupo sería Mario García, con quien rodaron el videoclip para el sencillo.
El álbum cuenta con la participación de la vocalista de la banda de metal sinfónico Níobeth, Itea Benedicto.
El 7 de enero de 2009 se hizo público el vídeo oficial de "On the Hill of Dreams", en el cual se ve a los miembros del grupo tocando la canción en una sala completamente blanca.

## Lista de canciones
1. Swan Lake
2. On the Hill of Dreams
3. Phantom Queen
4. An End So Cold
5. Faustus
6. Don't Look Back
7. When the Sun is Gone
8. For Her
9. The Enchanted Forest
10. The Sphinx
11. Fallen Leaves Waltz

## Créditos

### Dark Moor
- Alfred Romero - Voz
- Enrik García - Guitarra
- Dani Fernández - Bajo
- Roberto Cappa - Batería

### Músicos invitados
- Itea Benedicto Colás - Vocalista femenina (soprano)

- Datos: Q2623708